# Vertbaudet
A Vertbaudet é uma marca de moda, decoração, puericultura e brinquedos para bebés, crianças e futura mamã com sede em Tourcoing, França. Para além do país de origem, a Vertbaudet está presente em 7 países: Portugal, Espanha, França, Inglaterra, Alemanha, Suíça e Bélgica.
Em maio de 2013, a Vertbaudet foi galardoada com o Prémio Navegantes XXI’12 na categoria de “Melhor Site eCommerce B2C”.

## Ligações Externas
- Site oficial da Vertbaudet
- Site oficial da Vertbaudet França
- Site oficial da Vertbaudet Portugal